# Bandera Ribamontán al Mar-Gran Premio Dynasol
La Bandera Ribamontán al Mar-Gran Premio Dynasol fue una regata de remo, concretamente de traineras, que se celebró en Loredo (Cantabria) en el año 2012 organizada por la  Sociedad Deportiva de Remo Pedreña y patrocinada por Dynasol, empresa dedicada a la fabricación de caucho sintético que cuenta con una factoría en Gajano.

## Historia
La regata se disputó el día 21 de julio de 2012 en aguas de Ribamontán al Mar, frente a la localidad de Loredo, y estuvo incluida en el calendario de pruebas de la Liga ACT; categoría en la que bogó la trainera de la Sociedad Deportiva de Remo Pedreña, organizadora de la prueba, ya que la Liga ACT exige a los clubes que participan en dicha competición la organización de al menos una regata. En categoría femenina, también estuvo incluida en el calendario de la Liga ACT femenina.
La boya de salida y meta se situó entre la costa de Loredo y la Isla de Santa Marina con las calles dispuestas sentido nordeste mar adentro. La regata se desarrolló por el sistema de tandas por calles. En categoría masculina se bogaron cuatro largos y tres ciabogas lo que totaliza un recorrido de 3 millas náuticas que equivalen a 5556 metros, en categoría femenina se remaron dos largos y una ciabogas lo que supone un recorrido de 1.5 millas náuticas que equivalen a 2778 metros.

## Clasificación

### Categoría masculina
| Pos. | Club          | Trainera         | Tiempo   |
| ---- | ------------- | ---------------- | -------- |
| 1    | Kaiku         | Bizkaitarra      | 20:24.54 |
| 2    | Urdaibai      | Bou Bizkaia      | 20:35.64 |
| 3    | Fuenterrabía' | Ama Guadalupekoa | 20:36.50 |
| 4    | San Pedro     | Libia            | 20:39.44 |
| 5    | San Juan      | San Juan         | 20:44.92 |
| 6    | Tirán         | Ruly             | 20:54.64 |
| 7    | Astillero     | San José XIV     | 21:02.82 |
| 8    | Castro        | La Marinera      | 21:04.22 |
| 9    | Pedreña       | Seve Ballesteros | 21:05.28 |
| 10   | Zumaia        | Telmo Deun       | 21:26.18 |
| 11   | Portugalete   | Jarrillera       | 21:26.98 |
| 12   | Zierbena      | Zierbena         | 21:53.22 |

| Color  | Resultado |
| ------ | --------- |
| Oro    | Ganador   |
| Plata  | Segundo   |
| Bronce | Tercero   |
| Verde  | Puntuó    |

### Categoría femenina
| Pos. | Club           | Trainera   | Tiempo   |
| ---- | -------------- | ---------- | -------- |
| 1    | Rias Baixas    | Galicia    | 11:29.40 |
| 2    | Zuamia         | Telmo Deun | 11:35.56 |
| 3    | Getaria-Tolosa | Esperantza | 11:48.50 |
| 4    | San Juan       | Batelerak  | 12:17.70 |